# Yves LaRoche
Yves LaRoche (ur. 6 lipca 1959 w Lac-Beauport) – kanadyjski narciarz, specjalista narciarstwa dowolnego. Jego największym sukcesem jest srebrny medal w skokach akrobatycznych wywalczony podczas mistrzostw świata w Tignes. Nie startował na igrzyskach olimpijskich. Najlepsze wyniki w Pucharze Świata osiągnął w sezonie 1985/1986, kiedy to zajął 5. miejsce w klasyfikacji generalnej, a w klasyfikacji skoków akrobatycznych był pierwszy. Małą kryształową kulę w klasyfikacji skoków akrobatycznych zdobył także w sezonie 1983/1984, a w sezonie 1984/1985 był trzeci.
W 1986 r. zakończył karierę.

## Osiągnięcia

### Mistrzostwa świata
| Miejsce | Dzień    | Rok  | Miejscowość | Konkurencja        | Zwycięzca      |
| ------- | -------- | ---- | ----------- | ------------------ | -------------- |
| 2.      | 4 lutego | 1986 | Tignes      | Skoki akrobatyczne | Lloyd Langlois |

#### Miejsca w klasyfikacji generalnej
- sezon 1979/1980: 50.
- sezon 1980/1981: 27.
- sezon 1981/1982: 27.
- sezon 1982/1983: 27.
- sezon 1983/1984: 14.
- sezon 1984/1985: 15.
- sezon 1985/1986: 9.

#### Miejsca na podium
1. Mont-Sainte-Anne – 1 marca 1981 (Skoki akrobatyczne) – 3. miejsce
2. Mont-Sainte-Anne – 7 lutego 1982 (Skoki akrobatyczne) – 3. miejsce
3. Livigno – 12 marca 1982 (Skoki akrobatyczne) – 3. miejsce
4. Tignes – 21 stycznia 1983 (Skoki akrobatyczne) – 3. miejsce
5. Livigno – 4 lutego 1983 (Skoki akrobatyczne) – 3. miejsce
6. Stoneham – 15 stycznia 1984 (Skoki akrobatyczne) – 1. miejsce
7. Breckenridge – 21 stycznia 1984 (Skoki akrobatyczne) – 1. miejsce
8. Oberjoch – 4 marca 1984 (Skoki akrobatyczne) – 2. miejsce
9. Campitello Matese – 12 marca 1984 (Skoki akrobatyczne) – 1. miejsce
10. Sälen – 22 marca 1984 (Skoki akrobatyczne) – 2. miejsce
11. Tignes – 29 marca 1984 (Skoki akrobatyczne) – 1. miejsce
12. Tignes – 13 grudnia 1984 (Skoki akrobatyczne) – 1. miejsce
13. Lake Placid – 20 stycznia 1985 (Skoki akrobatyczne) – 1. miejsce
14. Lake Placid – 21 stycznia 1985 (Skoki akrobatyczne) – 2. miejsce
15. Tignes – 13 grudnia 1985 (Skoki akrobatyczne) – 2. miejsce
16. Mont Gabriel – 12 stycznia 1986 (Skoki akrobatyczne) – 1. miejsce
17. Lake Placid – 18 stycznia 1986 (Skoki akrobatyczne) – 2. miejsce
18. Lake Placid – 19 stycznia 1986 (Skoki akrobatyczne) – 2. miejsce
19. Mariazell – 15 lutego 1986 (Skoki akrobatyczne) – 1. miejsce
20. Mariazell – 16 lutego 1986 (Skoki akrobatyczne) – 1. miejsce
21. Oberjoch – 2 marca 1986 (Skoki akrobatyczne) – 2. miejsce
22. Voss – 9 marca 1986 (Skoki akrobatyczne) – 1. miejsce

- W sumie 10 zwycięstw, 7 drugich i 5 trzecich miejsc.